# Сушіння газів
Суші́ння га́зів — стадія переробки природних горючих газів. Здійснюють абсорбційним і адсорбційним методами. Перший базується на поглинанні (розчиненні) газів рідкими розчинниками-вбирачами, які хімічно не взаємодіють з газом, що висушується. Адсорбційний метод базується на поглинанні вологи з газів твердими речовинами з високою пористістю — адсорбентами. Застосовують також способи сушіння газів, засновані на конденсації або виморожуванні вологи при зниженні температури. Сушіння газів передує їхньому фракціонуванню, транспортуванню горючих газів по трубопроводах.